# Bassou
Bassou és un municipi francès, situat al departament del Yonne i a la regió de Borgonya - Franc Comtat. L'any 2007 tenia 761 habitants.

## Demografia

### Població
El 2007 la població de fet de Bassou era de 761 persones. Hi havia 316 famílies, de les quals 108 eren unipersonals (52 homes vivint sols i 56 dones vivint soles), 84 parelles sense fills, 104 parelles amb fills i 20 famílies monoparentals amb fills.
La població ha evolucionat segons el següent gràfic:
Habitants censats

### Habitatges
El 2007 hi havia 405 habitatges, 334 eren l'habitatge principal de la família, 26 eren segones residències i 45 estaven desocupats. 355 eren cases i 50 eren apartaments. Dels 334 habitatges principals, 237 estaven ocupats pels seus propietaris, 90 estaven llogats i ocupats pels llogaters i 7 estaven cedits a títol gratuït; 5 tenien una cambra, 31 en tenien dues, 73 en tenien tres, 76 en tenien quatre i 149 en tenien cinc o més. 215 habitatges disposaven pel capbaix d'una plaça de pàrquing. A 142 habitatges hi havia un automòbil i a 160 n'hi havia dos o més.

### Piràmide de població
La piràmide de població per edats i sexe el 2009 era:
| Homes | Edats   | Dones |
| ----- | ------- | ----- |
| 0     | 95 o +  | 0     |
| 4     | 90 a 94 | 0     |
| 4     | 85 a 89 | 12    |
| 4     | 80 a 84 | 4     |
| 20    | 75 a 79 | 32    |
| 12    | 70 a 74 | 20    |
| 12    | 65 a 69 | 8     |
| 12    | 60 a 64 | 24    |
| 20    | 55 a 59 | 16    |
| 20    | 50 a 54 | 12    |
| 24    | 45 a 49 | 16    |
| 28    | 40 a 44 | 20    |
| 40    | 35 a 39 | 40    |
| 16    | 30 a 34 | 20    |
| 32    | 25 a 29 | 36    |
| 4     | 20 a 24 | 24    |
| 20    | 15 a 19 | 28    |
| 20    | 10 a 14 | 12    |
| 44    | 5 a 9   | 32    |
| 32    | 0 a 4   | 24    |

## Economia
El 2007 la població en edat de treballar era de 507 persones, 397 eren actives i 110 eren inactives. De les 397 persones actives 372 estaven ocupades (215 homes i 157 dones) i 25 estaven aturades (8 homes i 17 dones). De les 110 persones inactives 45 estaven jubilades, 35 estaven estudiant i 30 estaven classificades com a «altres inactius».

### Ingressos
El 2009 a Bassou hi havia 336 unitats fiscals que integraven 791 persones, la mediana anual d'ingressos fiscals per persona era de 18.600 €.

### Activitats econòmiques
Dels 20 establiments que hi havia el 2007, 1 era d'una empresa extractiva, 3 d'empreses alimentàries, 8 d'empreses de construcció, 3 d'empreses de comerç i reparació d'automòbils, 1 d'una empresa de transport, 1 d'una empresa d'hostatgeria i restauració, 1 d'una empresa financera, 1 d'una empresa de serveis i 1 d'una empresa classificada com a «altres activitats de serveis».
Dels 9 establiments de servei als particulars que hi havia el 2009, 1 era una oficina de correu, 1 una oficina bancària, 1 paleta, 1 guixaire pintor, 2 fusteries i 3 lampisteries.
Dels 2 establiments comercials que hi havia el 2009, 1 era una botiga de més de 120 m² i 1 una botiga de menys de 120 m².
L'any 2000 a Bassou hi havia 3 explotacions agrícoles.

## Equipaments sanitaris i escolars
El 2009 hi havia una escola elemental integrada dins d'un grup escolar amb les comunes properes formant una escola dispersa.

## Poblacions més properes
El següent diagrama mostra les poblacions més properes.